# 臧未甄
臧未甄（5世紀?—6世紀?），東莞郡莒县（今山东省莒县）人，刘宋至南梁政治人物。臧焘曾孙，臧邃之孙，南朝宋左民尚書臧潭之的儿子。
臧未甄博览文史，有才干，年轻时被汝南周顒所知，周顒把妹妹嫁给了他。南朝宋末年，初任領軍主簿，在蕭賾（後来的齐武帝）手下。南齐建立，担任太尉祭酒，转任尚書主客郎。在建安王蕭子真王府为記室，转任廬陵王蕭子卿王府記室。历任前軍功曹史、通直郎、南徐州中正、丹陽尹丞。蕭衍（梁武帝）平定建康，建霸府，臧未甄担任驃騎刑獄参軍。
南朝梁天監元年（502年），担任後軍諮議中郎、南徐州別駕。入朝任黄門郎，转任安成王蕭秀右軍長史、少府卿。出任新安郡太守，有能干的知声。召還建康为太子中庶子，历任司農卿、太尉長史。生母去世、丁忧服丧，廬墓三年。三年后，担任廷尉卿。再任安成王蕭秀長史，出为江夏郡太守。在官任上去世。

## 子
- 臧盾
- 臧厥